# 美國訴里昂案
美國訴里昂案，United States v. Leon，468 U.S. 897 (1984)，是美國憲法、美國刑事訴訟法的著名案例，法院創設「善意例外」，警察的行動若係對無效搜索票的善意信賴，證據排除法則不應適用。

## 事實
警察收到Patsy Stewart以及Armando Sanche販毒的消息，開始監視其住家並跟蹤其車輛，發現Ricardo Del Castillo以及Alberto Leon亦涉入販毒。基於監視以及二手消息，治安法官簽發搜索票，警察自被告住處搜出毒品。地區法院認為搜索票的簽發不具有「相當理由」，搜索取得的毒品不得作為證據。但法官並未排除所有證據，因為並非所有被告皆對搜索票的簽發進行挑戰，上訴法院維持原判決。

## 爭點
美国憲法第四修正案是否明示，不具相當理由的證據應予排除？
證據排除法則的目的為何？是否應區分警察以及治安法官的行為，分別考量？
得否採取損益分析方法，決定證據是否排除？

## 先例
憲法增修條文第4條：「人民有保護其身體、住所、文件與財物之權，不受無理拘捕、搜索與扣押，並不得非法侵犯。除有正當理由，經宣誓或代誓宣言，並詳載搜索之地點、拘捕之人或收押之物外，不得頒發搜索票、拘票或扣押狀。」
Illinois v. Gates
是否具有相當理由的決定是法院的權力，法院必須基於所有情況「綜合考量」。
Lo-Ji Sales,inc v. New york
治安法官簽發搜索票，並參與搜索過程取得的證據，應予以排除。

## 理由
憲法增修條文第4條並無明文，亦從未被解釋為非法取得證據應排除…依據Gates案司法有權綜合考量，以決定是否具有相當理由。
證據排除法則是司法所創設，對於警察行為產生「嚇阻效果」，以保障憲法增修條文第4條的權利，而非權利遭侵害個人的憲法上權利…並無證據顯示，治安法官違反憲法增修條文第4條，必須用證據排除法則加以制裁，且並無理由支持排除證據對其具有嚇阻效果...身為中立司法人員，對訴訟結果並無任何利害關係。
證據排除法則若過於僵化，將妨礙刑事程序發現事實的功能…執法官員客觀上基於善意，或僅輕微違法時，若使得有罪被告因證據排除獲得利益，將牴觸刑事程序的基本理念。法院從未承認「善意例外」（good-faith exception），但是衡平法則（balancing approach）對於證據排除法則的修正，提供強力支持依據。
惟此例外不適用於Lo-Ji Sales,inc案的情形，若任何人皆無法相信該搜索票的簽發具有相當理由，警察不得主張其客觀上善意信賴該搜索票有效。

## 結論
警察的行動係基於對無效搜索票的「善意信賴」，證據排除法則不應適用，推翻原判決。

## 協同意見書(Blackmun)
善意例外有助增進刑事程序的合法利益，未犧牲個人受增修條文第4條保障的權利，惟若導致警察行為的重大改變，應重新考慮這次的決定。

## 不同意見書（Brennan、Marshall）
一個證據依據Gates案可能被排除，依據本案標準，由於警察對於此無效搜索票具有合理信賴，卻可能不被排除。憲法增修條文第4條明示，有些可靠證據政府必須排除，而非因為有證據排除法則才排除證據。
證據排除法則，是為了促使「執行法律機關」遵守增修條文的要求…增修條文第4條限制「政府全體」的權力…警察與法院不能視對方為憲法的陌生人，證據蒐集角色的警察，與證據允許功能的法院兩者具有直接關聯…假如繼續排除這些證據，警察將盡力提供充足資訊，而非自行推測僅需提供最少的資訊，只要不是「完全不合理」，即受司法審查保障。
增修條文已對此種成本進行考量，司法不可能承擔，對證據排除法則的利益與成本進行精確分析的任務。

## 不同意見書(Stevens)
官方的搜索扣押，不可能同時存在合理與不合理兩種情況…制憲者的目的，係為避免出現證據不充分的搜索票之惡…假如警察不能使用，不具有相當理由的搜索票，將減少警察以及治安法官的誘因。
今天的決定，對於憲法的嚇阻功能將造成重大損傷…雖然排除證據對法官並無嚇阻功能，但是受過良好訓練的專業人士，必須知道他們已違反憲法…法院的決定違背司法應遵守憲法的規則…如果日後此決定被遵守，則權利法案的名稱應更改。

## 延伸閲讀
- Hemmens, C.; Worrall, J. L.; Thompson, A. . Los Angeles: Roxbury Publishing. 2004. ISBN 1-931719-23-3.
- LaFave, Wayne R. . Michigan Law Review. 1996, 94 (8): 2553–2589. JSTOR 1289833. doi:10.2307/1289833.

## 外部連結
- United States v. Leon, 468 U.S. 897 (1984)的文本可参见：Justia · Cornell